# Фаро (Тревизо)
Фаро је насеље у Италији у округу Тревизо, региону Венето.
Према процени из 2011. у насељу је живело 209 становника. Насеље се налази на надморској висини од 259 м.